# Диниз, Шарам
Шарам Диниз (англ. Sharam Diniz; род. 2 марта 1991, Луанда) — ангольско-португальская фотомодель.

## Биография
Шарам Диниз родилась 2 марта 1991 года Луанде, Ангола. В 17 лет начала участвовать в модных показах в Анголе, позже переехала в Португалию.
В 2009 году выиграла конкурс «The Office & Look Magazine Model Search» в Англии. В 2010 году выиграла национальный отбор на модельный конкурс «Supermodel of the world». В 2012 стала лучшей моделью года на конкурсе в Луанде, а в 2013 году получила награду «Globos de Ouro» канала SIC в категории «Лучшая модель». В 2012 и 2015 годах участвовала в «Victoria’s Secret Fashion Show».
Снималась для журналов Elle, Vogue, GQ, Sports Illustrated.